# Siamosaurus
Siamosaurus is een geslacht van vleesetende theropode dinosauriërs behorend tot de Spinosauroidea, dat tijdens het vroege Krijt leefde in het gebied van het huidige Thailand. De enige benoemde soort is Siamosaurus suteethorni.

## Vondst en naamgeving
Vanaf 1981 werden er in het Thaise district Phu Wiang, in de PW1A-vindplaats nabij Phu Pratu Teema, in het oosten van Thailand, opgravingen verricht door Thais-Franse teams. Daarbij werden theropodentanden gevonden van een voor dit gebied nog onbekend type.
De typesoort Siamosaurus suteethorni is voor het eerst benoemd en beschreven in 1986, door Eric Buffetaut en Rucha Ingavat. De geslachtsnaam verwijst naar Siam. De soortaanduiding eert de preparateur Varavudh Suteethorn.
Het holotype, DMR TF 2043a, is gevonden in een laag van de Sao Khua-formatie die dateert uit het Barremien-Aptien, ongeveer 125 miljoen jaar oud. Het bestaat uit een enkele tand. Acht andere tanden zijn aangewezen als paratypen: DMR TF 2043b-i. Een tand die al in 1964 gemeld was door Teichi Kobayashi, en indertijd gezien werd als afkomstig van een ichthyosauriër, werd aan de soort toegewezen. In 2004 werd een fragmentarisch spinosauride skelet toegewezen aan een Siamosaurus sp. Het bestaat uit wat halswervels, ruggenwervels, ribben, een middenhandsbeen of middenvoetsbeen en een losse tand. De tand is niet te onderscheiden van die van Siamosaurus. De beschrijvers gaven toe dat de tand ook van een aaseter afkomstig zou kunnen zijn die toevallig het kreng aanvrat, maar achtten dat toch minder waarschijnlijk omdat zowel de skeletdelen als de tand van een spinosauride zijn. Een toewijzing aan Siamosaurus suteethorni zelf was echter niet goed te onderbouwen omdat het skelet uit de ongeveer twaalf miljoen jaar jongere Khok Kruat-formatie stamt.

## Beschrijving
De toegewezen tanden komen in lengte ongeveer overeen met die van Suchomimus, een verwante soort die zo'n negen meter lang werd. Het holotype, de tand, is 47,7 millimeter hoog, 16,6 millimeter lang aan de basis en 12,5 millimeter breed aan de basis. De tand is kegelvormig, langwerpig, licht afgeplat, iets naar achteren gekromd, en heeft een vrij spitse maar toch afgeronde punt samen met een negental parallelle verticale richels op de zijkant. Hij is eigenlijk in vorm niet te onderscheiden van andere spinosauride tanden, afgezien wellicht van een iets grotere afplatting. Daarom wordt Siamosaurus wel als een nomen dubium beschouwd. In het begin van de eenentwintigste eeuw vroegen verschillende onderzoekers zich zelfs af of het bij het holotype niet toch om een ichthyosauriër zou kunnen gaan maar het gedeeltelijke skelet maak dat weer onwaarschijnlijk. De vondsten bewijzen in elk geval dat in het Onder-Krijt van Thailand spinosauriden te vinden zijn.

## Fylogenie
Siamosaurus werd in 1986 in de Spinosauridae geplaatst.

## Levenswijze
Op basis van de gevonden tanden is geconcludeerd dat Siamosaurus hoogstwaarschijnlijk vis at.
In 2010 is door Romain Amiot e.a. een publicatie uitgegeven waarin beschreven werd dat deze soorten evenveel op het land te vonden waren als in het water. Tanden van Baryonyx, Irritator, Siamosaurus en Spinosaurus werden vergeleken met die van onder andere andere theropoden, schildpadden en krokodillen. Uit het onderzoek is gebleken dat de tanden van de eerder genoemde Spinosauridae, op gebied van gehaltes van isotopen van zuurstof, meer leken op die van de schildpadden en krokodillen. Siamosaurus had daarbinnen het grootste verschil, en Spinosaurus het kleinste. De conclusie van het onderzoek was dat net zoals krokodillen en nijlpaarden, de Spinosauridae een groot deel van hun leven in het water doorbrachten.